# Lille spejl
Lille spejl er en dansk film fra 1978, skrevet og instrueret af Edward Fleming. Den første danske film hvor hovedpersonen helt åbenlyst er homoseksuel. BENT-prisen, der gives til film og tv-serier om homoseksuelle er opkaldt efter filmens hovedperson Bent.

## Medvirkende
- Frits Helmuth: Bent
- Bodil Kjer: Bents mor Gloria Gipson
- Preben Kaas: Sandra
- Poul-Kristian: Børge = Betina
- Bendt Reiner: Mdm. Dunk
- Jesper Klein: Conny Petersen
- Margrethe Koytu: Gurli Pedersen
- Peter Steen: Gurlis alkoholiserede mand
- Else Petersen: Lizzie
- Ole Ernst: Tom
- Lone Lindorff: Toms kone Else
- Preben Lerdorff Rye: Alkoholiseret skuespiller
- Elin Reimer: Sygeplejerske
- Holger Perfort: Læge
- Edward Fleming: Filminstruktør
- Torben Jensen: Filmmedarbejder
- Hardy Dræby: Milly
- Peter Ronild: Værtshusgæst
- Torben Hundahl: Alkoholiker, Bent tager med hjem
- Henning Jensen: Rocker
- Sejr Volmer-Sørensen: Bents biologiske far
- Hanne Ribens: Husholderske hos Bents biologiske far
- Kirsten Søberg: Restauratør
- Bodil Steen: Restaurationsgæst, der tager mad fra buffét'en med hjem
- Ove Sprogøe: Præst
- Lili Lani: Dame, der henviser Conny til Sandras værelse
- Preben Harris: Prostitutionskunde hos Gurli
- Solveig Sundborg: Kunde i supermarked
- Sandra Day: Bartenderske